# Meromyza mirabilis
Meromyza mirabilis är en tvåvingeart som beskrevs av Lidia Ivanovna Fedoseeva 1987. Meromyza mirabilis ingår i släktet Meromyza och familjen fritflugor.
Artens utbredningsområde är Kazakstan. Inga underarter finns listade i Catalogue of Life.